# Дюлево (Пазарджицька область)
Дюлево́ (болг. Дюлево) — село в Пазарджицькій області Болгарії. Входить до складу общини Стрелча.

## Населення
За даними перепису населення 2011 року у селі проживала 201 особа.
Національний склад населення села:
| Національність   | Кількість осіб | Відсоток |
| ---------------- | -------------- | -------- |
| болгари          | 173            | 90,1%    |
| цигани           | 13             | 6,8%     |
| турки            | 4              | 2,1%     |
| Всього відповіли | 192            |          |

Розподіл населення за віком у 2011 році:
Динаміка населення: